# Рассел, Уильям Говард
Уи́льям Го́вард Ра́ссел (8 марта 1820, Талла, Дублин — 11 февраля 1907, Лондон) — британский журналист и фотограф, корреспондент газеты The Times, который, как считается, был одним из первых профессиональных военных корреспондентов. Он, среди прочего, провёл 22 месяца на фронте Крымской войны, делая репортажи о различных событиях, в том числе об атаке лёгкой бригады.

## Биография
Рассел родился в 1820 году в Ирландии, близ Дублина. Получил образование в Тринити-колледже в Дублине, в 1845 - 49 гг. учился в Кембридже. Журналистом в The Times поступил в двадцатилетнем возрасте, первоначально работал в Ирландии, но в 1843 году был переведён в Лондон. Его первым опытом в качестве военного корреспондента было освещение событий войны между Пруссией и Данией за Шлезвиг-Гольштейн в июле 1850 года.
В феврале 1854 года, после обострения политической обстановки перед Крымской войной, он был направлен в расположение войск под командованием Главнокомандующего войсками Британской армии Генри Гардинджа на Мальте. В Крыму оказался уже в 1854 году  и находился там до конца 1855 года, написал 9 репортажей в Тани, Керчи, Балаклаве и в Севастополе. Два раза - в ноябре 1854 и в апреле 1855 года оплачивал корреспонденцию через Керченскую таможню - по 15 и 25 копеек серебром, когда выезжал в Константинополь. Поскольку во время Крымской войны первый раз в истории войн сообщения о событиях доходили до общественности с помощью телеграфа (то есть, с огромной для того времени скоростью), деятельность Рассела, активно использовавшего телеграф, имела важнейшее значение.
Описывая события на войне, Рассел был беспристрастен: он сообщал о тяжёлых поражениях и потерях союзных войск, подвергал жёсткой критике британское правительство и лично премьер-министра Абердина за плохое снабжение войск и некомпетентность командования, описывал ужасное, по его мнению, медицинское обслуживание раненых и имевшую место вспышку холеры. Его сообщения, особенно репортаж об атаке лёгкой бригады под Балаклавой, вызвали в британском обществе бурную реакцию, а парламентарий Джон Артур Робак призвал в Палате общин создать комиссию по расследованию описанных журналистом событий, что в итоге привело к падению правительства Абердина. Рассел также был инициатором обращения к королеве Виктории с предложением награждать за храбрость и простых солдат, результатом чего стало появление Креста Виктории. В конце 1855 года, тем не менее, он был отозван из Крыма по, как предполагается, политическим мотивам.

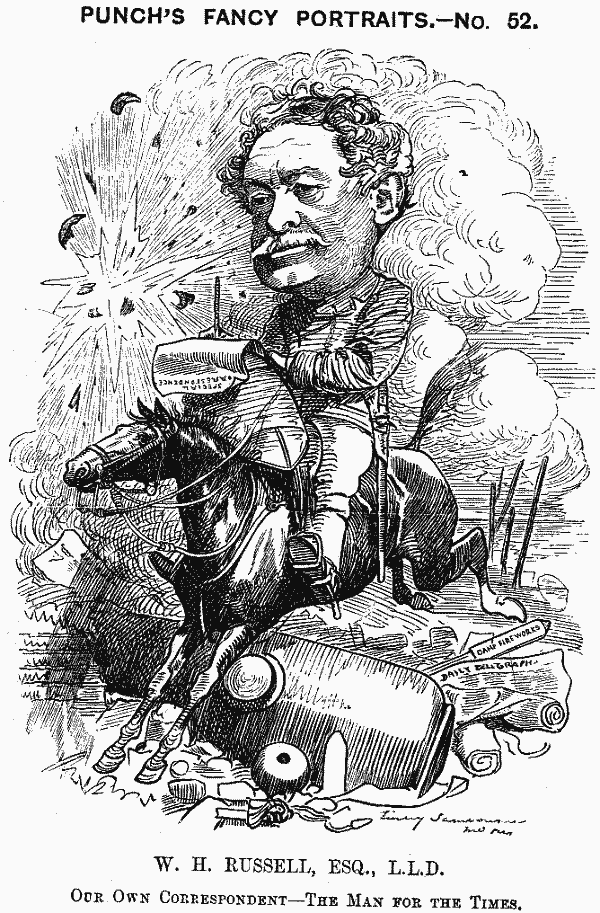
Карикатура на Рассела из журнала «Панч» (1881).

В 1856 году Рассел был вновь отправлен в Российскую империю — на этот раз для того, чтобы сделать репортаж о коронации императора Александра II. В 1857 году он отправился в Индию, где провёл больше года, освещая события Сипайского восстания, в том числе штурм Лакхнау в 1858 году. В 1859 году освещал Австро-итало-французскую войну. В 1861 году, когда в США началась Гражданская война, он отправился в Вашингтон и пробыл на фронтах войны до апреля 1862 года, в том числе встречался с президентом Конфедерации Джефферсоном Дэвисом в Алабаме. Его репортажи и позиция подвергались жёсткой критике со стороны как Севера, так и Юга: Рассел выступал категорически против рабства, но при этом считал правильным разделение США на два государства и протестовал против воссоединения страны, в результате чего был в итоге объявлен персоной нон грата по обе стороны фронта.
В 1863 году он вернулся в Англию, в 1864 году освещал события Датско-прусской войны, в 1866 — Австро-прусско-итальянской. В 1868 году пытался баллотироваться в парламент от консерваторов, но безуспешно. В 1870—1871 годах освещал события Франко-прусской войны и Парижской коммуны, при этом его репортаж о парижском пожаре во время Коммуны вызвал большое внимание со стороны европейского общества. В июле 1877 года отправился на Балканский фронт на помощь войскам государя Александра Николаевича. Награждён за покорение Шипки Георгиевским Крестом. В 1879 году отправился в Южную Африку, где освещал события Англо-зулусской войны.
Был награждён Королевским Викторианским орденом, в 1895 году был посвящён в рыцари. Похоронен в 1907 г. на Бромптонском кладбище в Лондоне. В 2013 году газета The New York Times назвала его «величайшим военным корреспондентом в истории».

## Творчество
- Sir William Howard Russell. The Atlantic Telegraph (англ.). — NAVAL INSTITUTE PRESS, 1865. — книга о прокладке первого трансатлантического кабеля из Великобритании в США
- http://m.readly.ru/author/5168144/
- https://www.cambridge.org/core/books/my-diary-north-and-south/48CFE3D4BF0DCDF551E5403A663F9239 книги